# Nagel-Séez-Mesnil
Nagel-Séez-Mesnil ist eine französische Gemeinde mit 334 Einwohnern (Stand 1. Januar 2022) im Département Eure in der Region Normandie. Sie gehört zum Kanton Conches-en-Ouche im Arrondissement Évreux.
Die Gemeinde entstand im Jahr 1951 durch Zusammenlegung der Gemeinden Nagel und Séez-Mesnil.

## Geographie
Nagel-Séez-Mesnil liegt am östlichen Rand des Forêt de Conches, etwa 18 Kilometer südwestlich von Évreux und drei Kilometer südlich von Conches-en-Ouche, dem Hauptort des Kantons Conches-en-Ouche.
Weitere Nachbargemeinden sind Marbois im Süden, Beaubray im Südwesten, Nogent-le-Sec im Osten sowie Le Val-Doré im Nordosten.
Die Départementsstraße D840 führt durch das Gemeindegebiet.

## Bevölkerungsentwicklung
| Jahr                       | 1962 | 1968 | 1975 | 1982 | 1990 | 1999 | 2006 | 2017 | 2018 | 2019 |
| Einwohner                  | 259  | 246  | 262  | 293  | 326  | 304  | 330  | 327  | 326  | 326  |
| Quellen: Cassini und INSEE |      |      |      |      |      |      |      |      |      |      |

## Sehenswürdigkeiten
- Château de Nagel, Schloss aus dem 18. Jahrhundert
- Kirche Saint-Maximin

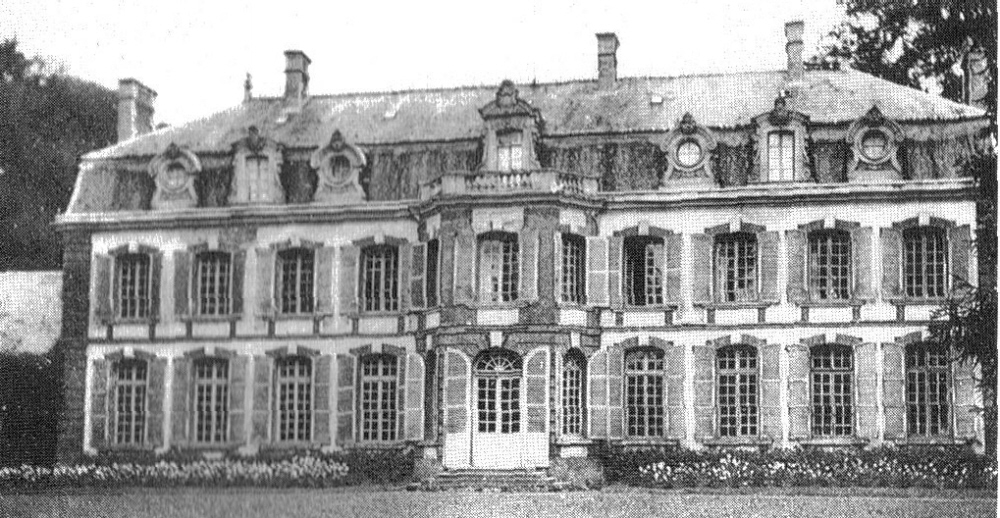
Château de Nagel
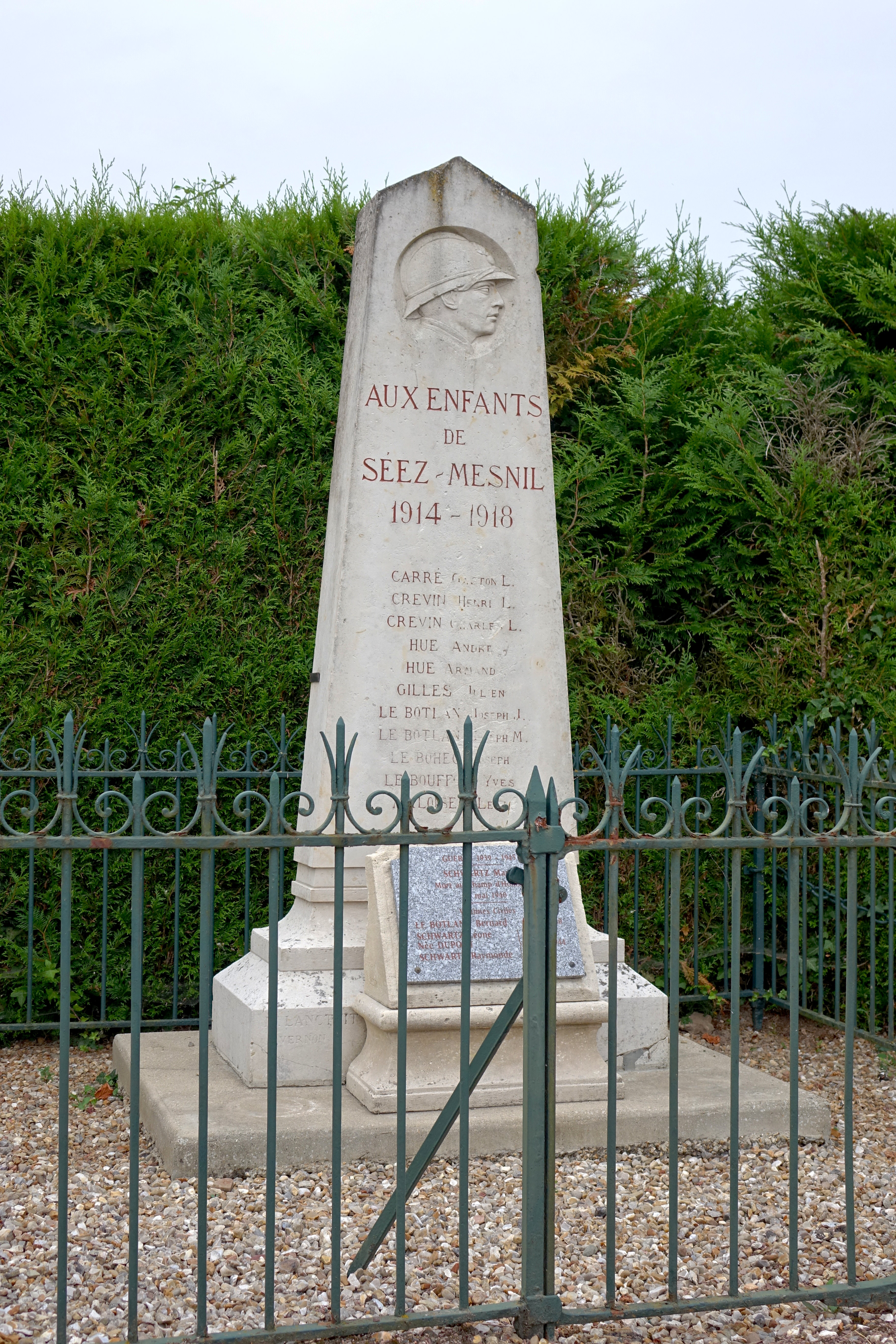
Gefallenendenkmal
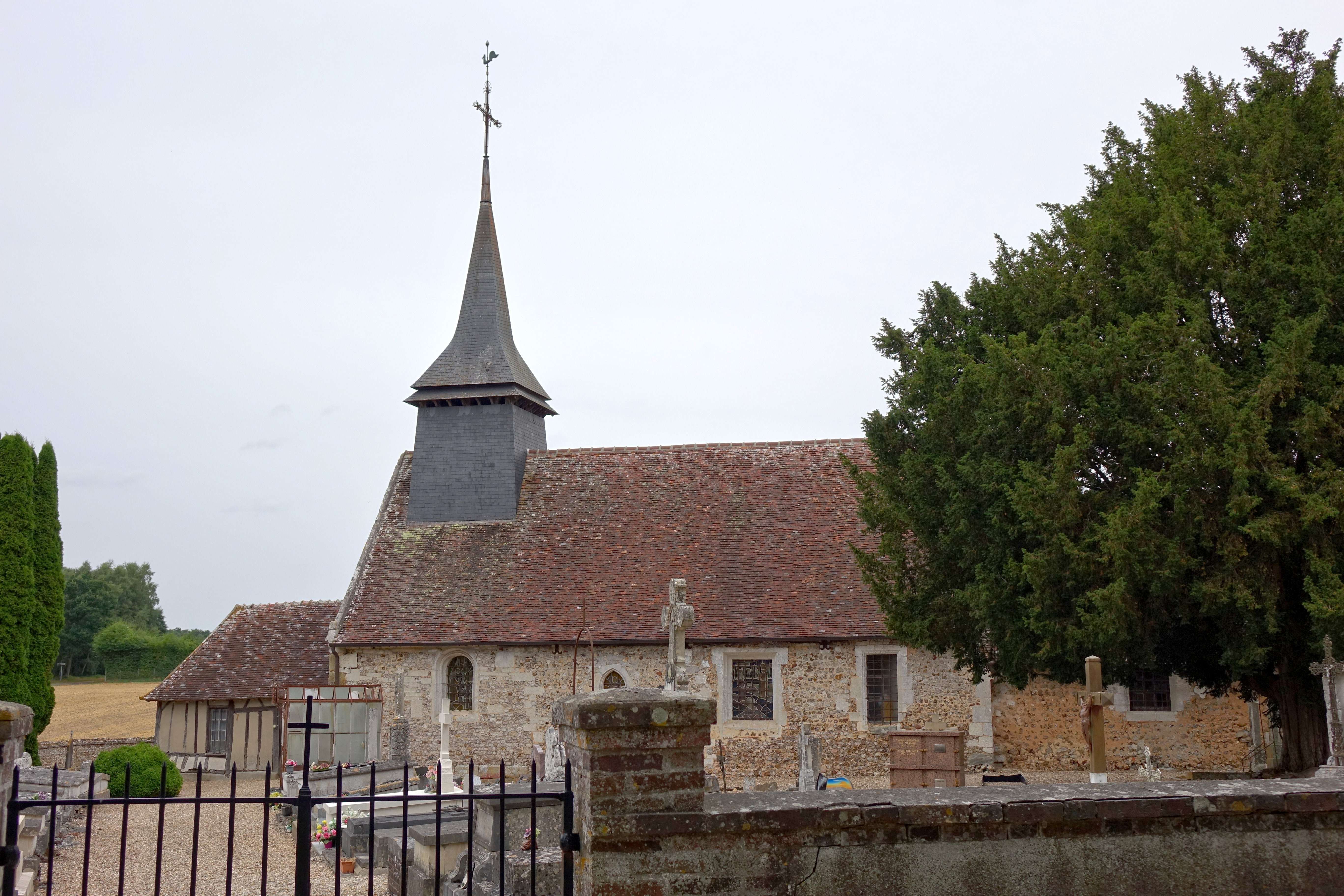
Kirche Saint-Maximin